# Cârjoani
Cârjoani – wieś w Rumunii, w okręgu Vaslui, w gminie Pogana. W 2011 roku liczyła 160 mieszkańców.